# Uhe
Uhe er en lille landsby i Sydjylland, 11 kilometer fra Give, og 8 kilometer fra lufthavns- og legoproduktionsbyen Billund. Den befinder sig i Vejle Kommune og hører til Region Syddanmark. Lidt syd for Uhe ligger den lille Uhe Hede.

## Historie
Uhe landsby bestod i 1682 af 7 gårde og 8 huse med jord. Det samlede dyrkede areal udgjorde 275,8 tønder land skyldsat til 17,05 tønder hartkorn. Dyrkningsformen var græsmarksbrug med tægter.
Omkring år 1900 blev landsbyen beskrevet således: "Uhe, ved Landevejen, med Skole og Kro".